# 国連特別報告者
国際連合（国連）の特別報告者（英語: special rapporteur）は、国際連合人権理事会から任命され、特定の国における人権状況や主題別の人権状況について調査・監視・報告・勧告を行う専門家である。政府や組織から独立した個人の資格で任務に就くものであり、中立的に職務を遂行できるよう給与その他の金銭的報酬を受けない。任期は3年、最長6年。独立専門家（英語: independent expert）とよばれることもあり、関連する複数の主題について兼任するケースもある。
日本政府は特別報告者について「特定の国の状況又は特定の人権に関するテーマに関し調査報告を行うために，人権理事会から個人の資格で任命された独立の専門家であり，同専門家の見解は，国連又はその機関である人権理事会としての見解ではない」と定義している。また、国際法学者の小坂田裕子によれば、国連特別報告者の勧告は国連の見解ではないが、一私人の見解でもないという。

## 特定の国や地域別報告者
※現在の地域別
- イラン
- カンボジア
- コートジボアール
- スーダン
- シリア
- ソマリア
- 朝鮮民主主義人民共和国
  - マルズキ・ダルスマン - 2010年8月-2016年8月、人権状況特別報告者[8]
  - トマス・オヘア・キンタナ（Tomas Ojea Quintana、アルゼンチン出身） - 2016年8月より、人権状況特別報告者[9]。
- ハイチ
- 1967年以来のパレスチナの被占領地
- ベラルーシ
- マリ
- ミャンマー 
  - 李亮喜 - ミャンマーの人権状況に関する特別報告者。

## テーマ別報告者
※現在のテーマ
- アフリカ系の人々
- 意見および表現の自由
  - デイヴッド・ケイ - 2014年8月より表現の自由に関する特別報告者[10]。
- 移住者
- 外国人傭兵
- 環境
- 教育
- 強制的もしくは不本意な失踪
- 極度の貧困
- 拷問
- 国際連帯と人権
- 国内避難民
- 子どもの売買、子どもの売春および子どもポルノ
  - マオド・ド・ブーア＝ブキッキオ - 2014年6月より。
- 恣意的拘禁
- 司法の独立
- 宗教もしくは信条の自由
  - アスマ・ジャハンギール - 2004年から2010年まで
- 少数者問題
  - ゲイ・マクドゥーガル（英語版） -  2005年8月から2011年まで。
- 食糧の権利
- 女性差別
- 女性に対する暴力の問題
  - ラディカ・クマラスワミ - 1994年から2003年まで、女性に対する暴力に関する国連特別報告者[11]。
- 人権の擁護者
- 真実・正義・賠償・再発防止保証の促進
- 人種主義と人種差別
- 人身売買
- 身体的および精神的健康
- 先住民族
- 対外債務の人権への影響
- 多国籍企業
- 適切な住居
- テロリズム
- 奴隷制度
- プライバシー権
  - ジョセフ・カナタチ - 2015年7月に初のプライバシー権に関する特別報告者として任命[12]。
- 文化的権利
- 平和的集会および結社の自由
- 水と衛生
- 民主的かつ公平な国際秩序の促進
  - ジョン・ラギー - 2005年-2011年在任。
  - アルフレッド・デ・ゼイヤス - 2012年3月より民主的で公正な国際秩序の推進に関する独立専門家（英語版）
- 有害物質及び廃棄物の管理と処分
- 略式裁判による刑の執行
- 障害

## 事例
- 1996年、ラディカ・クマラスワミ が、クマラスワミ報告を提出した。
- 1998年、ゲイ・マクドゥーガルがマクドゥーガル報告書を提出した。
- 2011年3月、ジョン・ラギー が「ビジネスと人権に関する指導原則：国際連合「保護、尊重及び救済」枠組実施のために」を提出した[13]。
- 2014年2月、マルズキ・ダルスマンが朝鮮民主主義人民共和国における人権に関する国連調査委員会の報告書を公開した。